# 尊室渚
尊室渚（越南语：／；1881年—？年），一作尊室褚，字蒲源（／），越南阮朝官員。

## 生平
尊室渚出身尊室第九系，嗣德三十四年（1881年）出生，曾任刑部司務。維新四年（1910年），尊室渚以上項尊生秀才的身份應試，會試中格，庭試考中副榜。歷任乂安按察使。啟定四年（1919年），升河靜布政使。啟定六年（1921年），改任平順布政使。啟定八年（1923年）正月，升署廣義巡撫，後改任廣平巡撫。